# Franciszek Gomuliński
Franciszek Karol Gomuliński (ur. 4 października 1905 w Pruszkowie, zm. 10 czerwca 1981 w Brwinowie) – podpułkownik inżynier Polskich Sił Powietrznych w Wielkiej Brytanii.

## Życiorys
W 1925 roku rozpoczął naukę w Oficerskiej Szkole Lotnictwa, którą ukończył w 1927 r. z 17. loktą (I promocja). W stopniu sierżanta podchorążego obserwatora otrzymał przydział do 1. pułku lotniczego. W 1928 roku został awansowany na podporucznika, w 1931 r. na porucznika. W 1931 roku został odkomenderowany na studia politechniczne, które ukończył w 1937 roku uzyskując tytuł inżyniera. W latach 1937–39 znajdował się w dyspozycji szefa Departamentu Lotnictwa Ministerstwa Spraw Wojskowych. Na stopień kapitana został awansowany ze starszeństwem z dniem 19 marca 1939 i 4. lokatą w korpusie oficerów lotnictwa, grupa techniczna. W tym samym czasie pełnił służbę w samodzielnym dywizjonie doświadczalnym w Warszawie na stanowisku oficera technicznego eskadry samolotów prototypowych.
W czasie kampanii wrześniowej nie walczył, został ewakuowany do Francji. Był odpowiedzialny za obsługę techniczną nowo formowanego dywizjonu I/145. Po klęsce Francji przedostał się do Wielkiej Brytanii. Wstąpił do RAF, otrzymał numer służbowy P-0299. W Polskich Siłach Powietrznych pełnił służbę w personelu technicznym, we wrześniu 1940 roku otrzymał przydział do 308 dywizjonu jako oficer techniczny. W sierpniu 1941 roku był oficerem łączności Stacji Exeter, w sierpniu 1942 r. został przydzielony do Dowództwa Lotnictwa Myśliwskiego. W marcu 1943 roku został awansowany na stopień majora i skierowany na staż Dowództwa Lotnictwa Pustynnego. W 1943 roku został kierownikiem Katedry Łączności Lotniczej w Wyższej Szkole Lotniczej w Wielkiej Brytanii.
Po zakończeniu wojny został zdemobilizowany i w 1947 roku zdecydował się na powrót do Polski. Zmarł 10 czerwca 1981 roku i został pochowany na cmentarzu parafialnym w Brwinowie.